# Кольонія-Лазнув
Кольонія-Лазнув (пол. Kolonia Łaznów) — село в Польщі, у гміні Рокіцини Томашовського повіту Лодзинського воєводства.
Населення — 225 осіб (2011).
У 1975-1998 роках село належало до Пйотрковського воєводства.

## Демографія
Демографічна структура станом на 31 березня 2011 року:
|          | Загалом | Допрацездатний вік | Працездатний вік | Постпрацездатний вік |
| -------- | ------- | ------------------ | ---------------- | -------------------- |
| Чоловіки | 109     | 21                 | 73               | 15                   |
| Жінки    | 116     | 28                 | 57               | 31                   |
| Разом    | 225     | 49                 | 130              | 46                   |